# Nycticebus borneanus
Nycticebus borneanus, também conhecido no inglês como "Bornean slow loris" ("lóris-lento-de-bornéu"), é um primata estrepsirrino e uma espécie de lóris-lento (gênero Nycticebus) nativa do centro-sul de Bornéu na Indonésia. Anteriormente considerado uma subespécie ou sinônimo de N. menagensis [en], foi elevado ao status de espécie plena em 2013, quando um estudo de espécimes de museu e fotografias identificou marcações faciais distintas, que ajudaram a diferenciá-lo como uma espécie separada. É distinguido por suas características faciais escuras e contrastantes, bem como pela forma e largura das listras de suas marcações faciais.
Como outros lóris-lentos, esta espécie arborícola e noturna alimenta-se principalmente de insetos, goma de árvore, néctar e frutas, e possui uma mordida tóxica, uma característica única entre primatas. Embora ainda não avaliado pela União Internacional para a Conservação da Natureza (IUCN), é provável que seja listado como "Vulnerável" ou colocado em uma categoria de maior risco quando seu estado de conservação for avaliado. Está principalmente ameaçado pela perda de habitat e pelo tráfico ilegal de animais selvagens.

## Taxonomia e filogenia
N. borneanus é um primata estrepsirrino dentro da família Lorisidae. Espécimes de museu deste animal haviam sido previamente identificados como "lóris-lento-de-bornéu" usando o nome científico Nycticebus menagensis – descrito pela primeira vez pelo naturalista inglês Richard Lydekker em 1893 como Lemur menagensis, – um nome científico agora atribuído exclusivamente a essa espécie. Em 1906, Marcus Ward Lyon Jr. descreveu pela primeira vez N. borneanus do oeste de Bornéu. Em 1953, todos os lóris-lentos foram agrupados em uma única espécie, como lóris-lento-de-sonda (N. coucang). Em 1971, essa visão foi atualizada ao distinguir o lóris-pigmeu-lento (N. pygmaeus) como uma espécie, e reconhecendo ainda quatro subespécies, incluindo N. coucang menagensis. Até 2005, N. borneanus foi considerado um sinônimo de N. menagensis. Este último foi elevado ao nível de espécie em 2006, quando uma análise molecular mostrou que era geneticamente distinto de N. coucang.
Uma revisão de 2013 de espécimes de museu e fotografias atribuídas a N. menagensis resultou na elevação de duas de suas antigas subespécies a espécies: N. bancanus e N. borneanus. Além disso, N. kayan emergiu como uma nova espécie, anteriormente ignorada. Todas as espécies recém-reconhecidas ou elevadas mostraram diferenças significativas em sua "máscara facial" — os padrões de coloração em seu rosto.

## Descrição física

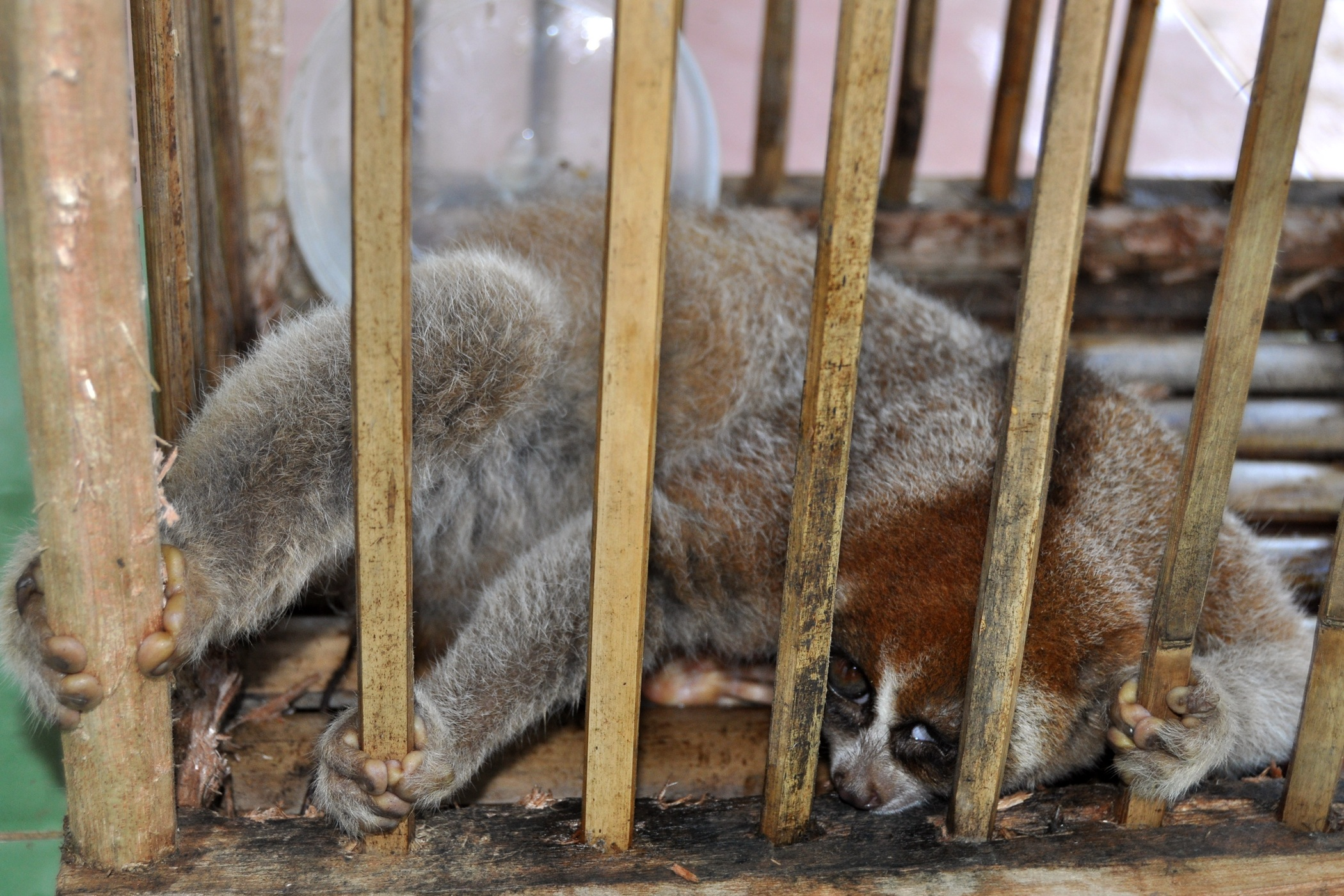
Uma fêmea da espécie, de Nanga Tayap, Bornéu.

Como outros lóris-lentos, possui uma cauda vestigial, cabeça arredondada e orelhas curtas. Tem um rinário (a superfície úmida e nua ao redor das narinas do nariz) e um rosto largo e achatado com olhos grandes. Como N. menagensis, esta e todas as outras espécies de Bornéu não possuem um segundo incisivo superior, o que as distingue de outros lóris-lentos. Em seus pés dianteiros, o segundo dedo é menor que os demais; o dedão do pé traseiro opõe-se aos outros dedos, o que aumenta sua capacidade de preensão. Seu segundo dedo do pé traseiro tem uma "garra de limpeza" curvada que usa para coçar e limpar o corpo, enquanto as outras unhas são retas. Também possui um arranjo especializado de dentes frontais inferiores, chamado pente dental, que também é usado para limpeza, como em outros primatas lemuriformes. Na parte ventral de seu cotovelo, tem uma pequena protuberância chamada glândula braquial, que secreta uma toxina oleosa, clara e pungente que o animal usa defensivamente ao esfregá-la em seu pente dentário.
As marcações faciais de N. borneanus são escuras e contrastantes. Os anéis escuros ao redor dos olhos são geralmente arredondados na parte superior, embora às vezes com bordas difusas, e nunca se estendem abaixo do arco zigomático. A listra entre os olhos frequentemente varia em largura, as orelhas são cobertas de pelos, e a faixa de cabelo à frente das orelhas é larga. A mancha colorida no topo da cabeça é geralmente redonda, mas às vezes é uma faixa mais estreita. O comprimento do corpo é, em média, 260.1 mm para a espécie.

## Distribuição
N. borneanus é encontrado no centro-sul de Bornéu, nas províncias indonésias de Calimantã Ocidental, Calimantã Meridional e Calimantã Central. Sua distribuição se estende ao sul do Rio Kapuas e a leste até o Rio Barito. No entanto, N. borneanus não é encontrado no extremo sudoeste da ilha. Pode ser simpátrico com N. bancanus na província de Calimantã Ocidental.

## Habitat e ecologia
Como outros lóris-lentos, N. borneanus é arborícola, noturno, e onívoro, alimentando-se principalmente de insetos, goma de árvore, néctar e frutas. Da mesma forma, esta espécie tem uma mordida tóxica, uma característica única encontrada apenas em lóris-lentos entre os primatas. A toxina é produzida ao lamber uma glândula braquial (uma glândula próxima ao cotovelo), e a secreção se mistura com sua saliva para ativar. Sua mordida tóxica é um impedimento para predadores, e a toxina também é aplicada ao pelo durante a limpeza como forma de proteção para seus filhotes. Quando ameaçados, os lóris-lentos podem lamber suas glândulas braquiais e morder seus agressores, entregando a toxina nas feridas. Os lóris-lentos podem ser relutantes em soltar sua mordida, o que provavelmente maximiza a transferência de toxinas.
A máscara facial pode ajudar a espécie a identificar parceiros potenciais, distinguindo espécies, e pode servir como uma estratégia antipredatória ao fazer seus olhos parecerem maiores do que realmente são.

## Conservação
Embora esta nova espécie ainda não tenha sido avaliada pela IUCN, N. menagensis foi listado como "Vulnerável" em 2012. Como essa espécie foi dividida em quatro espécies distintas, cada uma das novas espécies enfrenta um risco maior de extinção. Assim, espera-se que cada uma delas seja listada como "Vulnerável" no mínimo, com algumas provavelmente sendo atribuídas a uma categoria de maior risco.
Entre 1987 e 2012, um terço das florestas de Bornéu foi perdido, tornando a perda de habitat uma das maiores ameaças à sobrevivência de N. borneanus. O tráfico de animais selvagens também é um fator importante, com partes de lóris comumente vendidas na medicina tradicional e vídeos virais no YouTube promovendo o comércio de animais de estimação exóticos. No entanto, todas as espécies de lóris-lentos estão protegidas de trocas comerciais sob o Apêndice I da CITES.